# كارل فيرنر (أستاذ جامعي)
كارل فيرنر (بالألمانية: Carl Werner)‏ هو رسام ألماني، ولد في 4 أكتوبر 1808 في فايمار في ألمانيا، وتوفي في 10 يناير 1894 في لايبزيغ في ألمانيا.